# 安德魯·肖夫林
安德魯·肖夫林（英語：Andrew Shovlin，1973年11月1日—）是一名英国一级方程式赛车工程师。他目前在梅赛德斯AMG车队担任赛道工程师。

## 职业生涯
1998年，肖夫林于毕业于利兹大学，取得了机械工程学士学位和车辆动力与控制博士学位。
1999年，肖夫林在英美车队开启了职业生涯。在2004到2009年的这五年里，肖夫林先后效力于英美车队、本田车队和布朗车队，担任简森·巴顿的比赛工程师。
2010年，肖夫林被任命为梅赛德斯车手迈克尔·舒马赫的比赛工程师。2011年，他晋升为赛道工程总监，并一直持续至今。肖夫林与梅赛德斯车队的工程师团队和布拉克利的性能小组密切合作，以求在每一场比赛都能让两辆赛车发挥出最大的性能。